# اقبلاغ مرشد
اقبلاغ مرشد، روستایی از توابع بخش گل‌تپه شهرستان کبودرآهنگ در استان همدان ایران است.

## جمعیت
این روستا در دهستان مهربان سفلی قرار دارد و براساس سرشماری مرکز آمار ایران در سال ۱۳۹۵، جمعیت آن ۴۵۳ نفر (۱۱۵ خانوار) بوده‌است.